# Theme from “A Summer Place”
Theme from “A Summer Place” ist der Titel eines instrumentalen Musikstücks nach einer Komposition für den Kinofilm A Summer Place. Es wurde von dem österreichisch-amerikanischen Komponisten Max Steiner im Slow-Swing-Rhythmus komponiert und in der Version des Orchesters von Percy Faith in den USA zu einem Nummer-eins-Hit.

## Vorgeschichte
Das Filmmelodram A Summer Place von Regisseur, Drehbuchautor und Produzent Delmer Daves wurde am 22. Oktober 1959 in New York uraufgeführt. Der Film entwickelte sich in den USA zu einem der kommerziell erfolgreichsten Filme des Jahres. Bereits im September 1959 hatten in den USA drei Plattenfirmen unter dem Titel Theme from “A Summer Place” das Liebesthema aus der Filmmusik jeweils auf einer Single veröffentlicht: Columbia mit Percy Faith, RCA Victor mit Hugo Winterhalter und Warner Bros. mit Don Ralke.
Innerhalb des Filmes handelt es sich nicht um das Hauptthema, sondern um das Liebesthema für die Romanze der jugendlichen Figuren Molly und Johnny (gespielt von Sandra Dee und Troy Donahue). Daher hieß das Musikthema in den Entwürfen des Komponisten Max Steiner ursprünglich „Molly’s and Johnny’s Theme“. Der zu diesem Zeitpunkt über 70-jährige Steiner, der als einstiger Mahler- und Richard-Strauss-Schüler musikalisch aus der Wiener Spätromantik kam, entschied sich für die jugendlichen Figuren für ein jugendlich klingendes Thema. Zwar war Steiner kein Fan des damals in der Jugendkultur populären Rock ’n’ Roll, aber er legte das Liebesthema in einem der damaligen Rock- und Popmusik entsprechenden, bewusst hellen und leichten Stil an.

## Percy-Faith-Version
Von den drei Erstversionen des Jahres 1959 konnte sich nur die Version des Orchesters Percy Faith in den Hitlisten durchsetzen. Sie wurde im New Yorker Columbia 30th Street Studio von Faith selbst produziert und am 21. September 1959 von Columbia unter der Katalog-Nummer 41490 in die Plattenläden ausgeliefert. Es dauerte bis zum 11. Januar 1960, bis das US-Musikmagazin Billbord Percy Faiths Theme from “A Summer Place” in seine Hitliste Hot 100 aufnahm. Der Titel startete auf Platz 96, brauchte vier Wochen um in die Top 10 zu kommen, landete dann aber am 22. Februar auf dem Spitzenplatz, den er neun Wochen lang verteidigte. In den Billboard-Jahrescharts konnte sich A Summer Place ebenfalls auf Platz eins platzieren. In der Hitliste des Konkurrenzmagazins Cashbox lag Percy Faiths Version acht Wochen lang an der Spitze. Theme from “A Summer Place” wurde in den USA zum erfolgreichsten Instrumentaltitel seit 1955 und wurde als „Record of the Year“ mit dem Grammy ausgezeichnet. Percy Faiths Version wurde weltweit verlegt und belegte in den internationalen Charts ebenfalls Spitzenplätze (Großbritannien 2., Kanada und Neuseeland 4.). Lediglich in Deutschland kam Percy Faith beim Publikum nicht so gut an, erreichte dort nur Rang 49 in den Top 50 der Musikzeitschrift Musikmarkt.

## Coverversionen
Nach dem Erscheinen der drei Erstveröffentlichungen erschienen ab 1960 zahlreiche Coverversionen, sowohl instrumental als auch vokal. Zu den zeitnahen instrumentalen Nachspielungen gehören die in Großbritannien veröffentlichten Versionen von Norrie Paramor, Bert Weedon und Billy Vaughn. In Deutschland brachte Polydor 1960 eine EP-Single mit Helmut Zacharias heraus, die auch Theme from “A Summer Place” enthielt. Ebenfalls bei Polydor erschien 1960 die Langspielplatte Songs Of The Olympic Years mit dem Track Theme from “A Summer Place”. 1976 coverte Percy Faith Theme from „A Summer Place“ selbst mit einer Discoversion.
Sowohl im englisch- wie im deutschsprachigen Raum erschienen Vokalversionen von Theme from “A Summer Place”. Den Text in englischer Sprache verfasste der New Yorker Songwriter Mack Discant, und die US-amerikanische A-cappella-Girlgroup The Chordettes war 1961 die erste, die eine gesungene Version veröffentlichte. Ihnen folgten 1962 Dick Roman und Joanie Sommers, die ebenfalls in den USA A Summer Place mit dem Text von Discant sangen. Dick Roman war der erste, der mit der Vokalversion in die Billboard Hot 100 kam (Platz 64). Erst drei Jahre später gelang den US-Trio The Lettermen mit Platz 16 in den Hot 100 die beste Platzierung der Textfassung.
Für einen deutschen Text sorgte der Erfolgsautor Hans Bradtke, der bis dahin bereits den Text für einige Nummer-eins-Hits geschrieben hatte (zuletzt Kalkutta liegt am Ganges). Polydor veröffentlichte zwei Singles mit Maureen René und Lolita. Nur Maureen Renés Version kam in die Top 50 des Musikmarkts und landete wie Percy Faith auf Rang 49. Während Lolitas Song nur auf einer EP veröffentlicht wurde, hatte in den USA die Plattenfirma Kapp die Idee, Lolita auch dort A Summer Place in Deutsch singen zu lassen. Dabei hoffte man auf einen ähnlichen Erfolg wie mit Lolitas Deutschsong Seemann, der 1960 auf Platz fünf der Billboard Hot 100 gekommen war. A Summer Place landete jedoch nur auf dem inoffiziellen Platz 112.

## Rezeption
Laut Max Steiners Biografen Steven C. Smith repräsentiert das Theme from “A Summer Place”  für Amerikaner einer bestimmten Generation eine „Zeit der verlorenen Unschuld“, bevor Ereignisse wie das Attentat auf John F. Kennedy oder der langwierig verlaufende Vietnamkrieg in den 1960er-Jahren das Bild des American Dream zerstört hätten.

## Diskografie (Singles)
| Interpret                 | Katalog-Nr.       | veröffentlicht     |
| ------------------------- | ----------------- | ------------------ |
| instrumental              |                   |                    |
| Percy Faith               | Columbia 41490    | USA 9/1959         |
| Don Ralke                 | Warner Bros. 5108 | USA 9/1959         |
| Hugo Winterhalter         | RCA 7599          | USA 9/1959         |
| Bert Weedon               | Top Rank 300      | UK 2/1960          |
| Billy Vaughn              | London EP 1248    | UK 11/1960         |
| Percy Faith               | Philips 322 529   | Deutschland 3/1960 |
| Helmut Zacharias          | Polydor EP 21083  | Deutschland 1960   |
| vokal (Text Mack Discant) |                   |                    |
| The Chordettes            | Cadence 2609      | USA 1961           |
| Joanie Sommers            | Warner Bros. 5275 | USA 5/1962         |
| The Lettermen             | Capitol 5437      | USA 5/1965         |
| The Ventures              | Liberty 56115     | USA 6/1969         |
| vokal (Text Hans Bradtke) |                   |                    |
| Maureen René              | Polydor 24279     | Deutschland 6/1960 |
| Lolita                    | Polydor EP 21572  | Deutschland 1960   |
| Lolita                    | Kapp 370          | USA 2/1961         |